# Micropodoiulus spathifer
Micropodoiulus spathifer är en mångfotingart som beskrevs av Henri W. Brölemann 1897. Micropodoiulus spathifer ingår i släktet Micropodoiulus och familjen kejsardubbelfotingar. Inga underarter finns listade i Catalogue of Life.